# Trichilia lepidota
Trichilia lepidota là một loài thực vật có hoa trong họ Meliaceae. Loài này được Mart. miêu tả khoa học đầu tiên năm 1839.